# هاري ميليس
هاري ميليس (بالهولندية: Harry Melis)‏ هو لاعب كرة قدم هولندي في مركز نصف الجناح، ولد في 25 أبريل 1957 في روتردام في هولندا. لعب مع أدو دين هاغ وبيرسخوت إيه سي وفاينورد ونادي دوردريخت.